# Ligota Tworkowska
Ligota Tworkowska is een plaats in het Poolse district  Wodzisławski, woiwodschap Silezië. De plaats maakt deel uit van de gemeente Lubomia en telt 145 inwoners.